# Daniel Lundholm
Daniel Boye Handlos Lundholm  (født 11. juli 1995) er en professionel dansk fodboldspiller, der spiller centerback i 1. divisionsklubben Brabrand Idrætsforening.

## Ungdom
Lundholm voksede op i byen Fårvang i Østjylland, hvor han som barn meldte sig ind i den lokale fodboldklub Horn-Fårvang Idrætsforening. Han flyttede som 16-årig til Randers FC, hvor han startede på ungdomsholdet Randers Freja.

## Karriere

### Randers Freja
I 2014 flyttede han til klubben Randers FC, hvor han startede på klubbens U17 Liga hold - Randers Freja. Derefter gik det hurtigt op til U19 indtil han endte på klubbens 2. hold Randers FC II, hvor han hurtigt etablerede sig som anfører for Danmarksserie-holdet. 

### Brabrand IF
I 2015 skiftede han på fri transfer til Brabrand Idrætsforening, hvor han sammen med klubben rykkede op fra 2. division til 1. division i sæsonen 2016-17.
I 2018 forlængede han kontrakten med klubben, så den nu løber til 2022.